# Petr Jákl
Petr Jákl (* 14. září 1973 Praha) je český filmový producent, režisér, kaskadér, příležitostný herec a bývalý reprezentant v judu.

## Osobní život
Pochází ze sportovní rodiny. Jak strýc František, tak otec Petr spojili své životy se studiem juda. Otec byl prvním českým účastníkem judistických soutěží na olympijských hrách (1972) a od roku 1993 prezident Českého svazu juda.
Jeho manželkou je bývalá moderátorka zpráv o počasí na TV Prima Romana Jákl Vítová. Mají spolu dvě dcery Sofii (* 2008) a Elisu (* 2011).

## Sportovní kariéra
Na velkém podniku se objevil poprvé v roce 1994 ve váze polotěžké. Na akademickém mistrovství světa v témže roce vybojoval bronzovou medaili. Vše směřoval k účasti na olympijské hry v Atlantě v roce 1996. Na mistrovství Evropy 1996 si měl potvrdit postup na olympiádu, jenže prohrál v prvním kole s Litevcem Ambraskou a ke všemu si zranil nohu. Rekonvalescence trvala 2 měsíce a kýžený bod, který mu nakonec ke kvalifikaci scházel, neměl možnost získat. Nepomohla ani žádost na MOV pro pozvánku.
Po olympijské sezóně 1996 přešel mezi těžké váhy, kde pokračoval v solidních výsledcích. Trpěl však častými zraněními a nemohl se kvalitně připravit na mnoho velkých turnajů. Především ho trápila záda a kolena. V roce 1998 vybojoval bronzovou medaili na akademickém mistrovství světa, které se konalo v Praze.
V olympijském roce 2000 se v březnu opět zranil (koleno). Do mistrovství Evropy se dokázal dát dohromady a 7. místem vybojoval kvalifikaci na olympijské hry v Sydney. V prvním kole porazil svého velkého rivala Rumuna Munteana, ale ve druhém prohrál s brazilským zápasníkem Hernandesem, který ho hodil na ippon.
Po olympijských hrách 2000 se na vrcholném podniku neobjevil. V roce 2001 ukončil sportovní kariéru kvůli přetrvávajícím zdravotním problémům.
Vedle juda se účastnil i soutěží v páce. V roce 1996 se stal mistrem České republiky.

### Výsledky
| Turnaj                             | 1993 | 1994 | 1995 | 1996 | 1997 | 1998 | 1999 | 2000 |
| ---------------------------------- | ---- | ---- | ---- | ---- | ---- | ---- | ---- | ---- |
| Olympijské hry                     | –    | –    | –    | dns  | –    | –    | –    | úč.  |
| Mistrovství světa bez rozdílu vah  | dns  | –    | úč.  | –    | úč.  | –    | úč.  | –    |
| Mistrovství světa bez rozdílu vah  | dns  | –    | dns  | –    | úč.  | –    | úč.  | –    |
| Mistrovství Evropy bez rozdílu vah | dns  | úč.  | 7.   | úč.  | úč.  | 5.   | dns  | 7.   |
| Mistrovství Evropy bez rozdílu vah | dns  | dns  | dns  | dns  | úč.  | dns  | dns  | dns  |
| ME juniorů                         | 5.   | –    | –    | –    | –    | –    | –    | –    |

## Filmová kariéra
Přes všechny úspěchy v judu Petr postupně přešel na filmovou profesní dráhu. Stejně jako ve sportu se i do kariéry u filmu, ať už jako herec nebo kaskadér, pustil s trpělivostí a odhodlaností. Začal se objevovat v českých i zahraničních filmech. Patřily mezi ně Johanka z Arku (režie Luc Besson, 1999) nebo XXx (režie Rob Cohen, 2002). Režisér Besson ale především Cohen Petra podpořili v jeho záměru se filmu nadále věnovat a díky tomu se rozhodl odjet do Ameriky studovat.
Režisérským, scenáristickým a producentským debutem se stal film Kajínek (2010). Politický thriller dosáhl nejvyšších tržeb během úvodního týdne projekce i nejvyšších celkových tržeb v tomto žánru v české historii. V roce 2010 navštívilo film 790 792 diváků při celkových tržbách 83 495 208 Kč. Film získal Českého lva v kategorii Herec ve vedlejší roli a hlavní cenu na Belgickém filmovém festivalu v Liege. Následoval film Ghoul (2015), který Jákl opět režíroval, napsal i produkoval. Ghoul se stal v ČR nejvýdělečnějším hororem a získal hlavní cenu na Grossmann Fantastic Festival.
Posledním režírovaným filmem Petra Jákla je historický akční snímek Jan Žižka (Medieval, uvedení 2022), ve kterém hráli např. Ben Foster, Michael Caine, Til Schweiger a Matthew Goode, z českých herců Karel Roden, Ondřej Vetchý, Marek Vašut nebo Jan Budař. V roce 2020 se jako producent podílel na filmu Nejvyšší pocta (The Last Full Measure), studio Lionsgate, s herci Sebastianem Stanem, Christopherem Plummerem, Williamem Hurtem, Edem Harrisem, Samuelem L. Jacksonem či Peterem Fondou. Jako producent pracoval též na filmech American traitor s Al Pacinem (2021), Misfits s Piercem Brosnanem (2021), Best Sellers s Aubrey Plaza a Michaelem Cainem (2021), Savage Salvation s Robertem De Nirem a Johnem Malkovichem (2022), One True Loves se Simu Liu (2022), The Inhabitant s Dermotem Mulroneym (2022) nebo 57 Seconds s Morganem Freemanem či The Black Demon s Joshem Lucasem. Petr Jákl pracoval i s mnoha dalšími uznávanými herci, jako jsou Anthony Hopkins, Nicolas Cage, Alec Baldwin, Mila Jovovich či Vin Diesel.
Velmi intenzivně se také věnuje developmentu projektů. Jedním z nich je film Calico Joe, kde je Jákl výkonným producentem.[zdroj⁠?!] Román Johna Grishama přepsal do scénáře Granta Heslova a George Clooneyho, který si ve filmu také zahraje.[zdroj⁠?!] Jedním z koproducentů projektu je vedle firmy Clooneyho i společnost Boba Dylana.[zdroj⁠?!] Jákl v současné době[kdy?] vyvíjí desítky filmových a televizních projektů,[zdroj⁠?!] mezi kterými je například televizní seriál se Stephenem Kingem[zdroj⁠?!] nebo tři filmy od tvůrce Marvelovek Stana Lee,[zdroj⁠?!] které produkuje společně s režisérem Timurem Bekmambetovem.[zdroj⁠?!]
Jákl dále založil v roce 2022 virtuální filmové a videoherní studio R.U.Robot Studios, které se zaměřuje na development, produkci, postprodukci a distribuci filmů a videoher. Toto studio také distribuuje jeho film Jan Žižka a vyrábí videohru k filmu pro PC a konzole, stejně tak jako i další pro telefony.

### Režisérská filmografie
- Kajínek (2010)
- Ghoul (2015)
- Jan Žižka (2022)

### Producentská filmografie
- Who Is No/One
- Krysař (2002)
- Poslední sezóna (2006)
- Kajínek (2010)
- Ghoul (2015)
- Já, Kajínek (2017)
- The Last Full Measure (2019)
- Best Sellers (2021)
- American Traitor: The Trial of Axis Sally (2021)
- Zmetci (2021)
- Jan Žižka (2022)
- The Inhabitant (2022)
- Cesta pomsty (2022)
- One True Loves (2023)
- Blood for Dust (2023)
- Sympathy for the Devil (2023)
- 57 Seconds (2023)
- V nepřátelské zóně (2024)
- Wrooklyn Zoo (2024)
- Old Guy (2024)
- Nehýbej se (2024)

### Herecká filmografie
- Nebát se a nakrást (1999) – jako tenisový trenér
- Jak ukrást Dagmaru (2021) - jako Petr Jákl ml.
- Angelina (2002)
- Česká spojka (2002) – jako Darius
- xXx (2002) – jako Kolya
- Men Of Action (2003) – jako Action Star
- Krysař (2003) – jako Krysař
- Eurotrip (2004) – jako Gunter
- Vetřelec vs. Predátor (2004) – jako Stone
- Pterodaktyl (2004) – jako Tezo
- Po hlavě do prdele (2006) – jako Mr. Hrana
- Bathory (2008) – jako Bald Hunchback
- Kajínek (2010) - jako vězeňská stráž
- Borgia (2011) - jako Hanz
- Jan Žižka (2022)